# Zasady kwalifikowania zawodników do draftu NBA
Draft NBA prowadzony jest zgodnie z założeniami zawartymi w umowie zbiorowej z 2005 roku, pomiędzy unią koszykarzy, a władzami ligi, czyli tak zwanym CBA. Podczas lokautu w 2011 roku zostało zawarte nowe CBA, jednak nie dokonano wówczas żadnych zmian związanych z kryteriami kwalifikowania zawodników. Zasady kwalifikowania zawodników do draftu National Basketball Association 2012 są następujące:
- Wszyscy zawodnicy biorący udział w drafcie muszą mieć ukończone kalendarzowo 19 lat w trakcie roku odbywania się draftu[2].

- Każdy zawodnik (oprócz zawodników międzynarodowych, jak nazwano koszykarzy spoza Stanów Zjednoczonych), tak jak określono w umowie zbiorowej, musi spędzić, co najmniej rok w wyższej szkole, uniwersytecie bądź college przed udziałem w drafcie[2]. Graczami spoza Stanów Zjednoczonych określa się osoby, które, od co najmniej trzech lat nie mieszkały na stałe na terytorium USA oraz nie ukończyły ani amerykańskiej szkoły średniej, ani nigdy nie zapisały się na amerykański uniwersytet bądź college[3].

Podstawowym wymogiem kwalifikowania zawodników amerykańskich jest ich udział w rozgrywkach akademickich (NCAA). Gracze, którzy spełniają wymogi CBA dotyczące "międzynarodowego zawodnika" są kwalifikowani automatycznie, gdy mają w roku rozgrywania draftu ukończone, co najmniej dwadzieścia dwa lata (w przypadku draftu 2012 zawodnicy muszą być urodzeni przed lub dnia 31 grudnia 1990 roku). Amerykańscy zawodnicy, którzy ukończyli szkołę średnią, oraz minimum rok grali w innej lidze są automatycznie uprawnieni do zgłoszenia.
Zawodnik, który nie spełnia kryteriów kwalifikacji może zgłosić się do draftu poprzez wysłanie listu do zarządu National Basketball Association, nie mniej niż 60 dni przed draftem. Zgodnie z przepisami NCAA, zawodnicy będą mieli czas do 10 kwietnia na wycofanie się z draftu i powrót do rozgrywek akademickich.
Zawodnik, który zatrudnił agenta stracił możliwość powrotu do NCAA, niezależnie od tego czy zostanie w drafcie wybrany. Mimo iż CBA pozwala zgłoszonemu na dwukrotne wycofanie się z draftu, zgodnie z zasadami NCAA zawodnik ten po dwukrotnym wycofaniu się, traci możliwość powrotu do rozgrywek akademickich.